# Malacocephalus occidentalis
Malacocephalus occidentalis är en fiskart som beskrevs av Goode och Bean, 1885. Malacocephalus occidentalis ingår i släktet Malacocephalus och familjen skolästfiskar. IUCN kategoriserar arten globalt som livskraftig. Inga underarter finns listade i Catalogue of Life.